# San Polo d'Enza
San Polo d'Enza (Sân Pôl in dialetto reggiano) è un comune italiano di 6 146 abitanti della provincia di Reggio Emilia in Emilia-Romagna.
Il patrono è San Paolo di Tarso, celebrato il 25 gennaio (festa della conversione del santo).

## Geografia fisica
Comune situato in area matildica in parte in pianura padana ed in parte sui primi rilievi appenninici, sulle rive del torrente Enza e a 16 km di distanza da Reggio Emilia.
Rilevante punto di raccordo tra il territorio Reggiano e quello Parmense e crocevia tra la Pianura padana e gli Appennini. Confina con i comuni di: Traversetolo, Canossa, Bibbiano, Quattro Castella, Vezzano sul Crostolo e Montecchio Emilia. Ha quattro frazioni: Barcaccia, Grassano, Borsea e Pontenovo.

## Storia
L'area in cui sorge San Polo fu abitata fin dall'antichità dagli Etruschi, che fondarono l'insediamento di Servirola, posto a circa un km a nord dal centro abitato e che conobbe la massima fioritura tra il tardo VII e la prima metà del IV secolo a.C. Ad epoca etrusca gli storici fanno risalire anche l'origine del borgo, del V secolo a.C. L'antico nome di San Polo, "Plebs de Caviliano", fu citato per la prima volta in un documento dell'Imperatore del Sacro Romano Impero, Ottone II, risalente al 14 ottobre del 980.
Nel 1070 passò dalle mani della Chiesa di Reggio Emilia al dominio del duca di Toscana Bonifacio III di Canossa, poi ai Visconti, agli Estensi e, nel 1633 ai Gherardini di Montagliari sino all'eliminazione dei diritti feudali con il regime napoleonico. Del passaggio dei Gherardini, che hanno governato per il numero maggiore di anni, le testimonianze storiche sono ampie (si deve a loro anche la costruzione della rocca nell'attuale configurazione e la torre dell'orologio). Lo stesso marchese Gian Francesco Gherardini venne chiamato per breve tempo a fare il primo cittadino della città al momento dell'unità d'Italia (il loro stemma è l'unico assente dal blasone cittadino).
L'elemento architettonico più significativo di questi tempi è rappresentato dall'antica Rocca, che ospita ora la sede del Municipio e un museo dell'ANPI, dedicato alla memoria di «Salvo d'Acquisto». Fino al 1955 il suo nome ufficiale fu "San Polo d'Enza in Caviano": l'etimologia deriva da San Paolo, santo devoto a cui fu dedicata una cappella, e dal torrente Enza, appenninico affluente del Po che ne lambisce i confini.

### Onorificenze
San Polo d'Enza ha ottenuto la Stella d'Oro e il Diploma del Consiglio d'Europa per aver contribuito alla diffusione dell'idea dell'Europa Unita attraverso scambi culturali ed economici con le due città gemellate di Eisingen (Germania) e Litomyšl (Repubblica Ceca).

## Monumenti e luoghi d'interesse

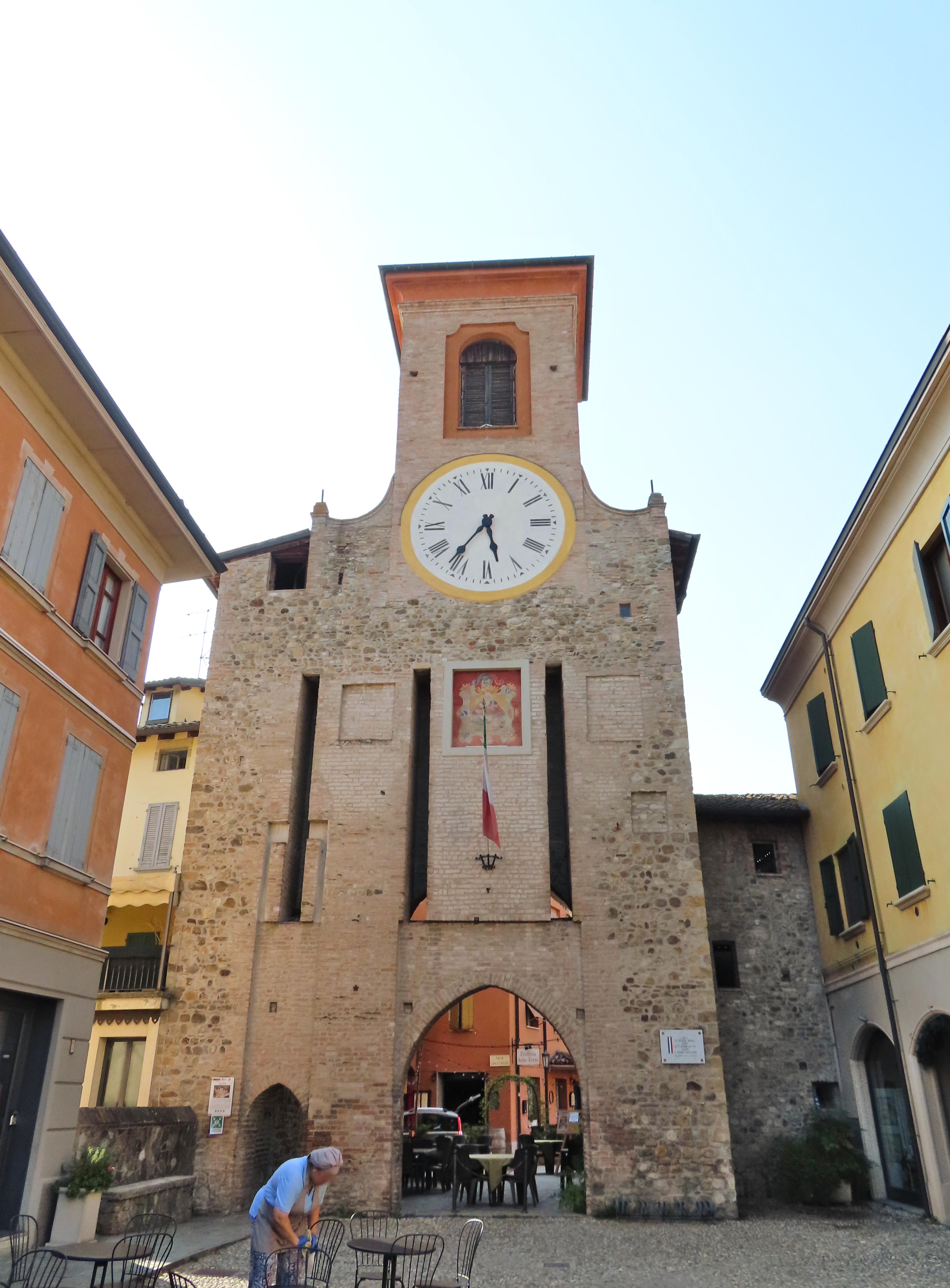
Torre dell'Orologio

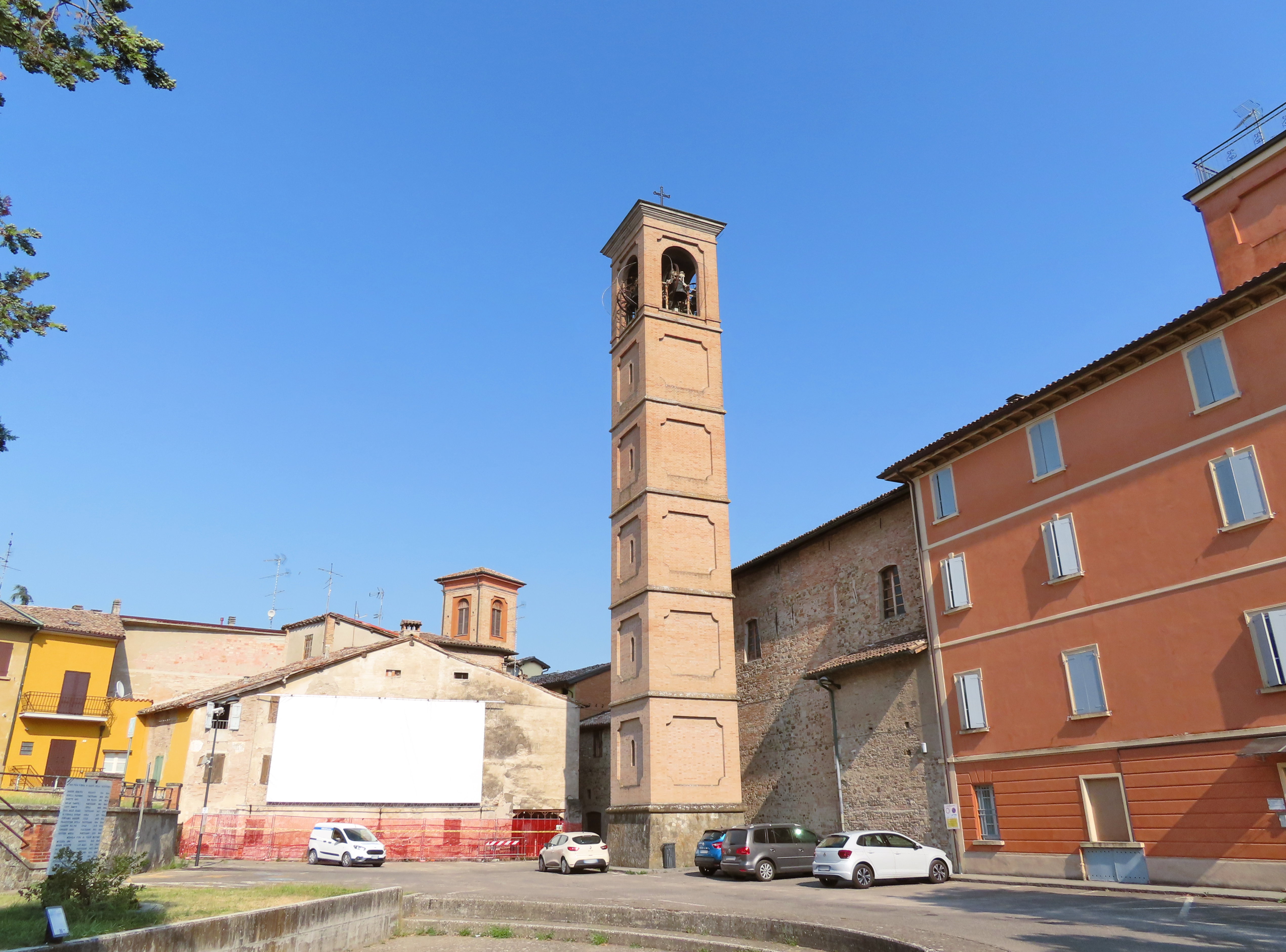
Chiesa parrocchiale di San Giovanni Battista

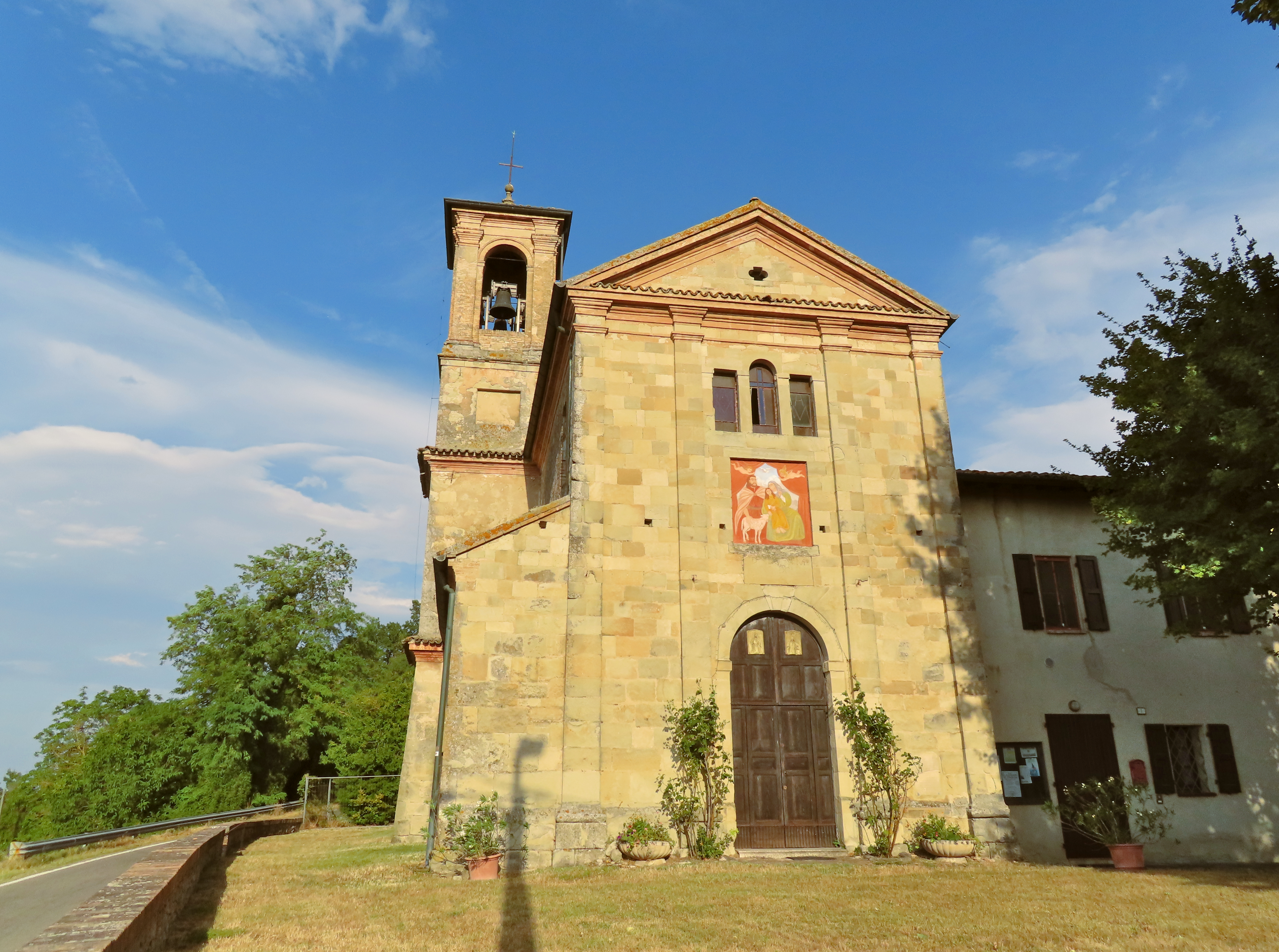
Chiesa della Natività della Beata Vergine Maria nella frazione di Grassano

La rocca si innalza sovrastando il borgo da un ingresso medievale. È perfettamente conservato il quattrocentesco torrione, anche chiamato Torre dell'Orologio, che rappresenta l'ingresso al castello al quale si accedeva attraverso due porte ad arco acuto, una maggiore per i carriaggi e una minore per i pedoni. Entrambe erano protette da un profondo fossato e da un ponte levatoio su cui passò l'imperatore Enrico IV, nell'ottobre del 1092 prima dello scontro con le truppe della contessa Matilde di Canossa. Fu edificata all'interno della Rocca, una cappella dedicata a S. Paolo, che diede poi il nome al "Castrum Sancti Pauli". E dinnanzi ad essa sorge la chiesa parrocchiale del Castello, all'interno della quale si può ammirare un bel dipinto cinquecentesco opera di Niccolò dell'Abate e raffigurante l'Adorazione dei Magi.
Nella sala degli affreschi del castello, è conservato l'antico gonfalone del comune, simbolo della municipalità sampolese fin dall'Ottocento, che riporta l'immagine del Santo, del paese ai piedi delle colline e gli stemmi delle famiglie che hanno governato San Polo. Numerosi sono i monumenti che ricordano la resistenza partigiana: in particolar modo, il monumento ai Caduti in via XXIV Maggio e l'opera di Graziano Pompili: Il Gigante Abbattuto, inaugurata nel 40º anniversario della Liberazione, a memoria della liberazione dal nazifascismo di San Polo, avvenuta il 10 aprile 1945.
Dentro le mura del paese si svolgono un'annuale rievocazione storica, "Dopo Matilde", e un fiorente mercato settimanale dove vengono venduti
prodotti artigianali ed alimentari tipici: il Parmigiano-Reggiano, il lambrusco, l'erbazzone e il salame felino.

## Società

### Evoluzione demografica
Abitanti censiti

### Etnie e minoranze straniere
Al 31 dicembre 2017 gli stranieri residenti nel comune sono 603, pari al 9,8% della popolazione. Di seguito sono riportati i gruppi più consistenti:
- Marocco: 168
- Albania: 83
- Romania: 76
- Ucraina: 65
- Cina: 24

## Infrastrutture e trasporti

### Ferrovie
La stazione di San Polo d'Enza si trova lungo la ferrovia Reggio Emilia-Ciano d'Enza. La stazione ferroviaria più vicina sulla linea Milano-Bologna è la stazione di Reggio Emilia.

## Amministrazione
Di seguito è presentata una tabella relativa alle amministrazioni che si sono succedute in questo comune.
| Periodo        | Periodo        | Primo cittadino   | Partito                                                 | Carica                           | Note  |
| -------------- | -------------- | ----------------- | ------------------------------------------------------- | -------------------------------- | ----- |
| 2 luglio 1986  | 14 giugno 1999 | Centurio Frignani | PCI, PDS                                                | Sindaco                          | [ 6 ] |
| 14 giugno 1999 | 14 giugno 2004 | Ettore Ghielmi    | lista civica                                            | Sindaco                          | [ 6 ] |
| 14 giugno 2004 | 24 maggio 2007 | Milena Mancini    | lista civica                                            | Sindaco                          | [ 6 ] |
| 24 maggio 2007 | 15 aprile 2008 | Adolfo Valente    | -                                                       | Comm. pref., Comm. straordinario | [ 6 ] |
| 15 aprile 2008 | 11 giugno 2018 | Mirca Carletti    | PD, lista civica San Polo Democratica                   | Sindaco                          | [ 6 ] |
| 11 giugno 2018 | -              | Franco Palù       | lista civica di centrosinistra San Polo Progetto Comune | Sindaco                          | [ 6 ] |